# Žalm 52
Žalm 52 („Proč se chlubíš zlem, ty bohatýre?“) je biblický žalm. V překladech, které číslují podle Septuaginty, se jedná o 51. žalm. Žalm je nadepsán těmito slovy: „Pro předního zpěváka. Poučující, Davidův, když přišel Edómec Dóeg a oznámil Saulovi: „David vešel do Achímelekova domu.““ Jedná se o jeden ze třinácti davidovských žalmů, v nichž je uvedena konkrétní situace z Davidova života, na něž příslušný žalm navazuje. Podle některých vykladačů toto nadepsání znamená, že žalm byl určen k tomu, aby jej odzpívával zkušený zpěvák za přítomnosti krále z Davidova rodu pro jeho poučení. V Talmudu je však uvedeno, že každý žalm, ve kterém je v nadepsání uveden hebrejský výraz maskil (מַשְׂכִּיל, „poučující“), byl přednášen prostřednictvím meturgemana (tlumočníka). Kromě toho tradiční židovský výklad považuje žalmy, které jsou označeny Davidovým jménem, za ty, které sepsal přímo král David. Spis Šimuš Tehilim („Užití Žalmů“), jehož autorem je zřejmě židovský učenec Chaj Ga'on (939–1038), uvádí, že recitace 52. žalmu je nápomocná tomu, kdo se chce zbavit sklonu k roznášení pomluv o druhých.